# ریچارد باربیری
ریچاردباربیری (به انگلیسی: Richard Barbieri) (زادهٔ ۳۰ نوامبر ۱۹۵۷) در لندن، کیبوردیست و آهنگساز انگلیسی می‌باشد. او یکی از اعضای گروه پورکیوپاین تری است که از سال ۱۹۹۳ تا کنون در این گروه فعالیت می‌کند.